# Ciao (mascotte)

La mascotte Ciao

Ciao è la mascotte adottata nei mondiali di calcio 1990 che vennero disputati in Italia. Rappresenta un omino stilizzato, formato da cubi colorati con i colori nazionali, mentre gioca a calcio.

## Descrizione
Ideata dal grafico Lucio Boscardin, il nome della mascotte fu deciso, in una sorta di referendum settimanale, direttamente dagli scommettitori del Totocalcio tra una rosa di cinque nomi (Amico, Beniamino, Bimbo, Ciao, Dribbly), l'ideazione di Ciao avvenne nel 1985 mentre recandosi in macchina da un cliente e proseguendo a rilento nel traffico, fissando i semafori e la loro successione di colori (rosso, verde e bianco) si nota la corrispondenza con i colori della bandiera italiana e viene l'ispirazione dove Boscardin immagina Ciao, un burattino che ha un corpo formato da linee snodate tra loro e composte da cubi colorati, mentre per la testa viene utilizzata una sfera che raffigura un pallone bianco con i pentagoni neri.